# Корнаро-Пископия, Елена
Елена Лукреция Корнаро-Пископия (итал. Elena Lucrezia Cornaro Piscopia, [pisˈkɔːpja], 5 июня 1646 года — 26 июля 1684 года, Венеция) — одна из первых женщин, получивших докторскую степень, и первая женщина, получившая степень доктора философии (Ph.D.).
Пископия была дочерью прокуратора Венеции. Получила хорошее образование, в частности владела несколькими современными и классическими языками, а также «свободными искусствами».  Пископия со временем решила полностью посвятить себя науке. В 1677 году она провела свой первый публичный диспут в Падуанском университете. Первые попытки защиты закончились неудачей; оппоненты считали, что место женщины в церкви, где она должна молчать, но в итоге Пископия добилась разрешения защитить докторскую диссертацию. 25 июня 1678 она стала первой женщиной в мире, которая получила звание доктора философии.
Следующие шесть лет она занималась исключительно научной работой, в частности философией и математикой. Умерла в возрасте 38 лет, как предполагают, от туберкулёза. В 1688 году её научные достижения были опубликованы в Парме.

## Биография
Родилась во дворце Лореданов на Гранд-канале. Третий ребёнок Джанбаттисты Корнаро-Пископии и его любовницы Дзанетты Бони. Её мать была крестьянкой из очень бедной крестьянской семьи. Дзанетта, вероятно, бежала в Венецию от голода, где вскоре стала любовницей члена одной из самых влиятельных знатных династий в Венецианской республике. Родители Елены не были женаты на момент её рождения. Таким образом, Елена не была членом семьи Корнаро по рождению, поскольку венецианские законы запрещали внебрачным детям знати пользоваться благородными привилегиями, даже если они признавались благородным родителем. Джанбаттиста и Дзанетта официально вступили в брак в 1654 году, но их дети были лишены благородной привилегии, что беспокоило Джанбаттисту.
В 1664 году Джанбаттиста стал прокуратором Сан-Марко-де-Супра, казначеем собора Святого Марка, желанная должность среди венецианской знати, став вторым по рангу после дожа Венеции. Отец неоднократно пытался устроить для неё помолвку, но она отвергала каждого мужчину, поскольку ещё в 11 лет приняла обет целомудрия.
Елена считалась вундеркиндом. По совету друга семьи, священника Джованни Фабриса начала получать классическое образование. К семи годам, под руководством выдающихся преподавателей, освоила латынь и греческий язык, а также французский и испанский. Она также овладела ивритом и арабским, получив звание Oraculum Septilingue («семиязычный оракул»). Позже изучала математику, философию и теологию.
Она освоила клавесин, клавикорд, арфу и скрипку, и сочиняла музыку.
В возрасте около 20 лет увлеклась физикой, астрономией и лингвистикой.
Карло Ринальдини, её наставник по философии, а в то время председатель на кафедре философии в университете Падуи, в 1668 году посвятил 22-летней Елене книгу по геометрии. После смерти её главного наставника, Фабриса, она стала ещё ближе к Ринальдини, который взял на себя её обучение.

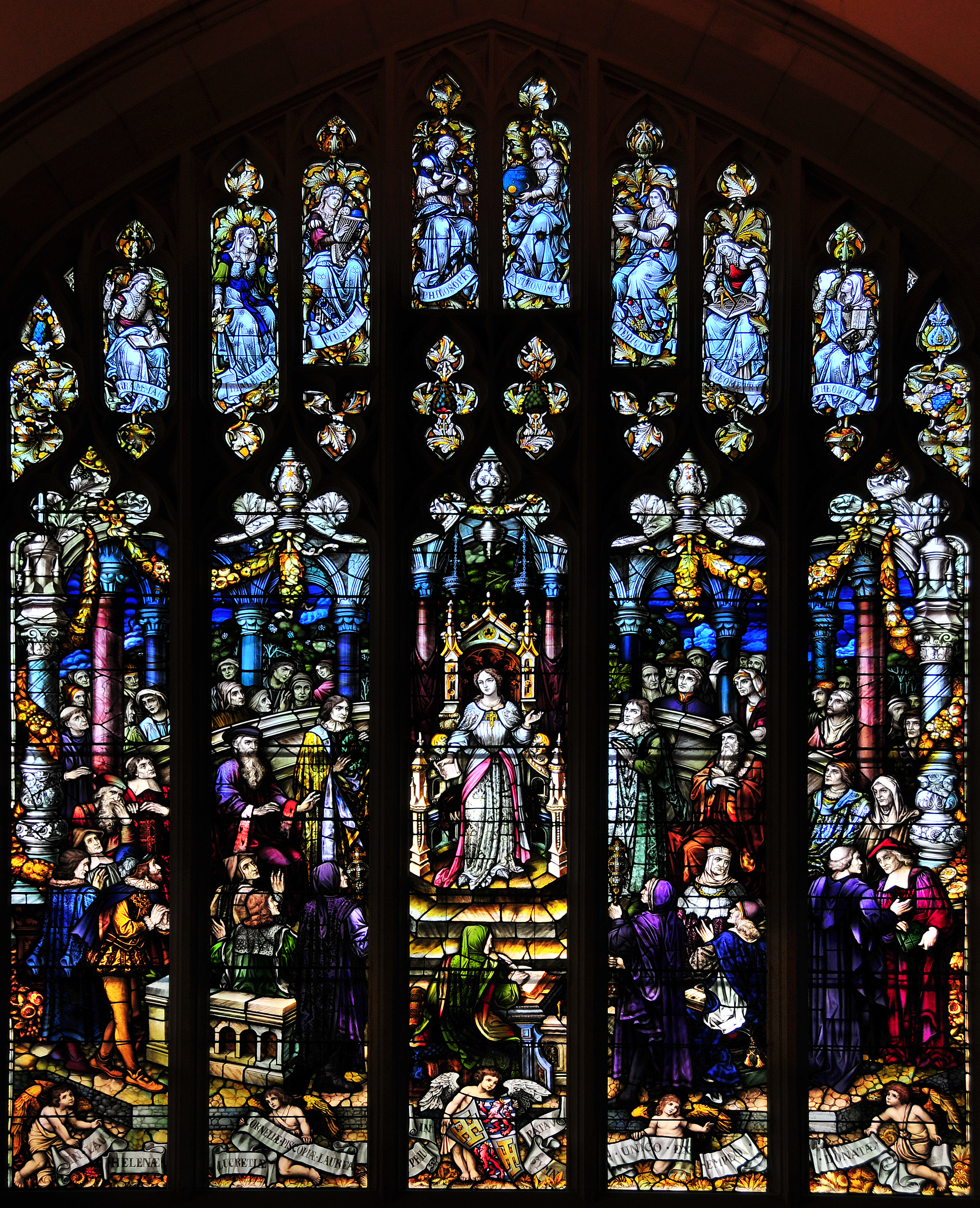
Окно, оформленное в память о Корнаро в Вассар-колледже (США)

В 1669 году она перевела «Colloquio di Cristo nostro Redentore all’anima devota» картезианского монаха Ланспергияс испанского на итальянский. Перевод был посвящён Джованни Паоло Олива, её близкому другу и исповеднику. Перевод выдержал пять переизданий в Республике с 1669 по 1672 годы. Когда слава о ней широко распространилась, Елену пригласили во многие научные общества, и в 1670 году она стала президентом венецианского общества Accademia dei Pacifici.
По рекомендации Карло Ринальдини, её наставника по философии, Феличе Ротонди, обратился в Падуанский университет с просьбой предоставить Корнаро laurea по богословию. Когда кардинал Грегорио Барбариго, епископ Падуанский, узнал, что она изучает богословие, он отказался на том основании, что она женщина. Тем не менее, он разрешил Елене получить степень по философии, и после блестящего курса обучения она получила laurea по философии. Степень была присуждена 25 июня 1678 года в соборе Падуи в присутствии представителей университета, профессоров всех факультетов, студентов и большинства венецианских сенаторов, а также многих приглашённых гостей из университетов Болоньи, Перуджи, Рима и Неаполя. Елена в течение часа говорила на классической латыни, объясняя сложные выдержки, выбранные случайным образом из произведений Аристотеля. Её слушали с большим вниманием, и когда она закончила, профессор Ринальдини под аплодисменты наградил её регалиями laurea: книга по философии, лавровый венок на голове, кольцо на палец и горностаевая моццетта на плечи. Эта сцена проиллюстрирована на витраже в западном крыле Мемориальной библиотеки Томпсона в Вассар-колледже.
Последние годы жизни посвятила себя науке и благотворительности. Умерла в Падуе в 1684 году от туберкулеза, похоронена в церкви Санта-Джустина.

## Наследие и память
Её преждевременная смерть была отмечена поминальными службами в Венеции, Падуе, Сиене и Риме. Её сочинения, опубликованные в Парме в 1688 году, включают в себя научные беседы, переводы и религиозные трактаты. В 1685 году университет Падуи отчеканил в её честь медаль. В 1895 году аббатство английских бенедиктинских монахинь Матильда Пинсент в Риме переместила останки Елены в новый гроб с памятной табличкой.
Джейн Смит Гернси написала о её жизни книгу «Леди Корнаро: гордость и чудо Венеции», вышедшую в 1999 году; более ранняя работа Франческо Людовико Маскиетто, Елена Лукреция Корнаро Пископия, первоначально написанная на итальянском языке в 1978 году, не переводилась на английский язык до 2007 года.
5 июня 2019 года поисковик Google отпраздновал 373-ю годовщину со дня рождения Корнаро-Пископии с помощью Google Doodle.
В 2022 итальянские власти отказываются добавить ее статую к 78 статуям знаменитых учёных - мужчин на площади Прато-делла-Валле в Падуе, мотивируя тем, что статуя учёной уже есть где-то на территории университета. 
- Lettera overo colloquio di Christo N. R. all’anima devota composta dal R. P. D. Giovanni Laspergio in lingua spagnola e portata nell’italiana, Venetia, Giuliani, 1669
- Helenae Lucretiae Corneliae Piscopiae opera quae quidem haberi potuerunt, Parmae, Rosati, 1688